# Votum Aleksa
Votum Aleksa – budynek drewniany w formie niekonsekrowanej kaplicy wotywnej ukończony w 2011, a rozebrany w 2024, znajdujący się we wsi Tarnów w województwie mazowieckim.

## Opis

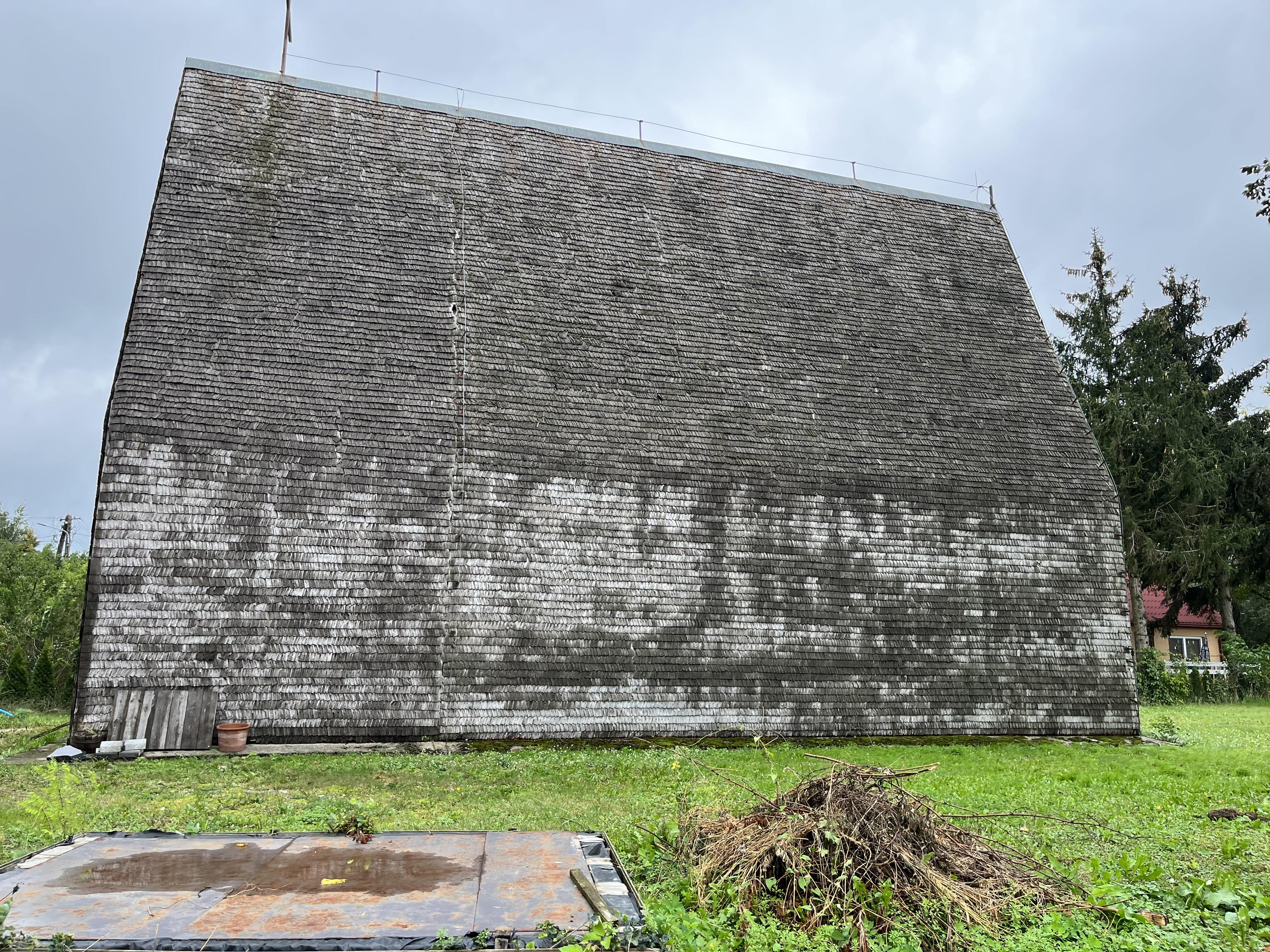
Elewacja boczna budynku (2022)

Zaprojektowany w 2007 przez Martę i Lecha Rowińskich. Fundatorami budynku byli Aleksander Rowiński, pisarz i wydawca, ojciec Lecha Rowińskiego, oraz jego partnerka Joanna Pogórska. Budynek wzniesiono na 444 kilometrze Wisły, w Tarnowie na miejscu dawnego dzikiego wysypiska śmieci u wybrzeży rzeki, na prywatnej działce należącej do fundatora. Był darem wotywnym w podziękowaniu za wyzdrowienie żony fundatora. W zamiarach fundatora, budynek miał również wzmocnić lokalną społeczność pozbawioną świątyni od 1824, kiedy wiejski drewniany kościół został rozebrany po powodzi.
Był to drewniany budynek w formie kaplicy z wolnostojącą dzwonnicą. Budynek o prostej drewnianej konstrukcji był posadowiony na płycie żelbetowej. Dwuspadową, bezokienną bryłę pokrywały nieregularne, poziome linie kolejnych warstw wióra osikowego, a jedna ze ścian była w całości przeszklona. Użyte materiały odpowiadały wymogom inwestora, aby nie wprowadzać obcych form i faktur do otoczenia. Bryła budynku inspirowana była kształtem odwróconej łodzi oraz formą typowej dla regionu drewnianej stodoły. We wnętrzu pozbawionym ozdób znajdował się wykonany z drewna ołtarz oraz kilka prostych drewnianych ław. Tłem dla ołtarza była szklana ściana kurtynowa.
W 2011 obiekt trafił na finałową listę kandydatów do Nagrody Unii Europejskiej w konkursie architektury współczesnej im. Miesa van der Rohego, jako pierwszy w historii obiekt wybudowany w Polsce.
Wbrew obiegowej opinii oraz mimo uzgodnień dokonanych przez fundatora z Diecezjalną Komisją Artystyczno-Architektoniczną budynek nie był konsekrowany, więc z punktu widzenia kościołów chrześcijańskich nie mógł być uznany za kościół czy kaplicę, co swoim stanowisku z kwietnia 2020 potwierdził biskup siedlecki Kazimierz Gurda.
W 2022 mazowiecki wojewódzki konserwator zabytków wpisał budynek do rejestru zabytków, co uczyniło go najmłodszym wówczas zabytkiem w Polsce. Decyzja następnie została uchylona w procedurze odwoławczej przez Ministerstwo Kultury i Dziedzictwa Narodowego. 
Krótko przed śmiercią Aleksandra Rowińskiego w 2021 jego wierzyciele przejęli działkę, na której zbudowano budynek. W 2024 nowi właściciele przeprowadzili rozbiórkę budynku.

## Nagrody i wyróżnienia
- 2011: Finałowa lista 45 obiektów: Nagroda Unii Europejskiej w konkursie architektury współczesnej im. Miesa van der Rohego[2]
- 2011: Finałowa lista 5 obiektów: Nagroda Architektoniczna „Polityki”[9]

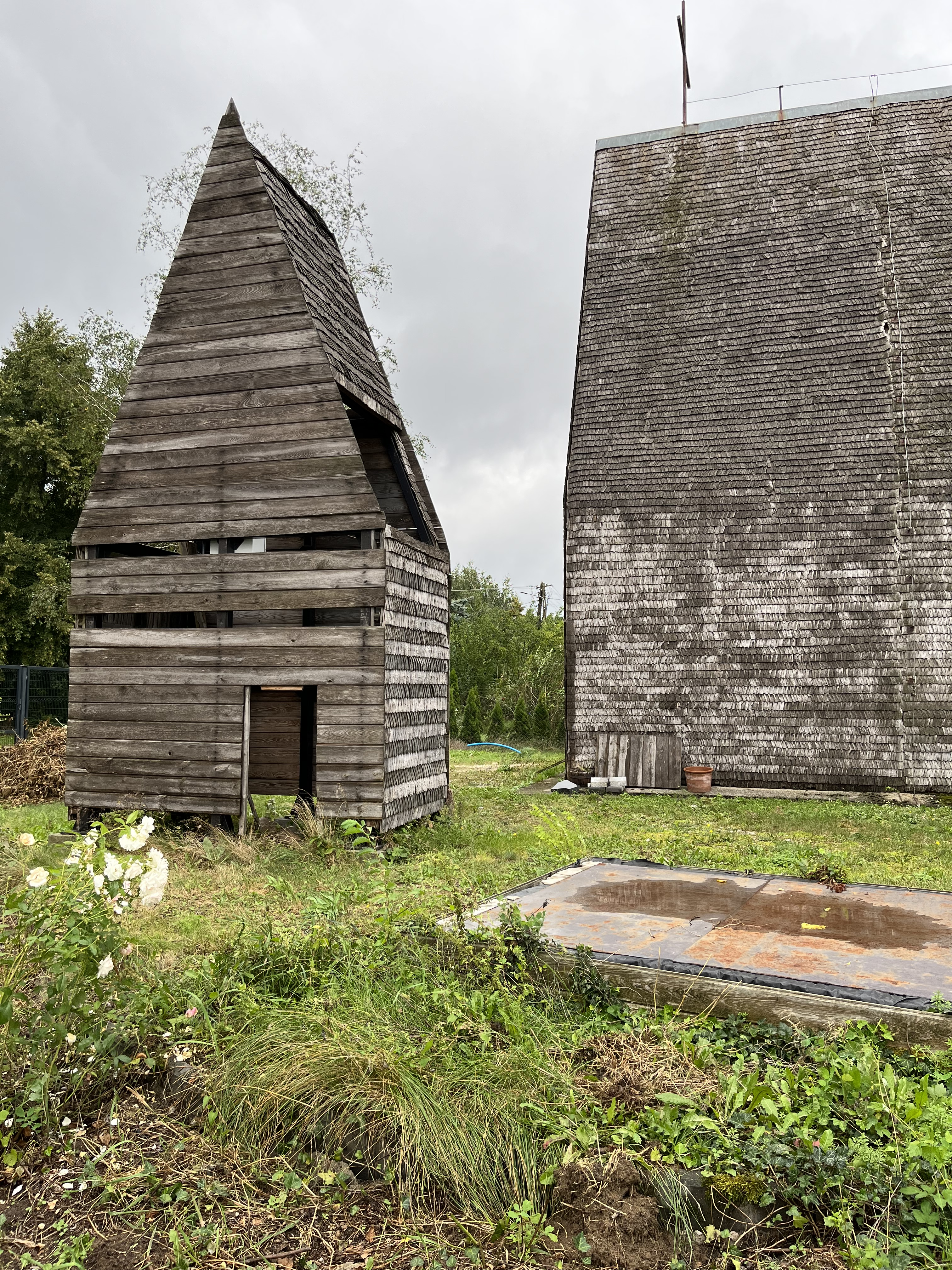
Dzwonnica (2022)